# 正平 (蕭正德)
正平（548年十一月—549年六月）是南朝梁臨賀王蕭正德的年号，共计數月。

## 纪年
| 正平 | 元年  | 二年  |
| ---- | ----- | ----- |
| 公元 | 548年 | 549年 |
| 干支 | 戊辰  | 己巳  |

## 同期存在的其他政权年号
- 中國
  - 太清（547年四月—549年十二月）：南朝梁政權梁武帝萧衍的年号
  - 武定（543年正月—550年五月）：東魏政权東魏孝靜帝元善見年号
  - 大統（535年正月—551年十二月）：西魏政权西魏文帝元宝炬年号
  - 天德（544年—548年）：越南君主李賁的年号
  - 章和（531年—548年）：高昌政权麴坚年号
  - 永平（549年—550年）：高昌政权麴玄喜年号
- 朝鮮半島
  - 建元（536年—550年）：新羅真興王的年号

## 参看
- 中国年号索引
- 其他使用正平年號的政權